# نيفوبام
نيفوبام (Nefopam)

## الزمرة الدوائية
مسكنات الألم وخافضات الحرارة.

## الاستطباب
لتسكين الآلام المتوسطة.

## مضادات الاستطباب
- الاضطرابات الاختلاجية.
- لا يستطب لاحتشاء العضلة القلبية.

## الآثار الجانبية
- غثيان.
- عصبية.
- احتباس بولي.
- جفاف فم.
- دوار.
- بصورة أقل تواتراً: قياء، تشوش رؤيا، نعاس، تعرق، أرق، تسرع قلب، صداع، قد يتلون البول باللون الأحمر الوردي.

## الجرعة
فموياً: بدئياً 60 ملغ (المسنون 30 ملغ) 3 مرات/يوم، تُعدل الجرعة تبعاً للاستجابة.
- المجال الاعتيادي 30–90 ملغ 3 مرات/يوم.

## تحذيرات
- الأمراض الكبدية والكلوية.
- احتباس البول.
- المسنون.
- الحمل والإرضاع.